# 3-Way (The Golden Rule)
"3-Way (The Golden Rule)" é uma canção do grupo musical humorístico norte-americana, The Lonely Island com participação dos cantores pop Justin Timberlake e Lady Gaga.

## Desempenho nas tabelas musicais

### Paradas musicais
| Paradas (2011)                                   | Melhor posição |
| ------------------------------------------------ | -------------- |
| Coreia do Sul - Gaon International Singles Chart | 13             |
| Estados Unidos - Bubbling Under Hot 100 Singles  | 3              |